# Socialismo real

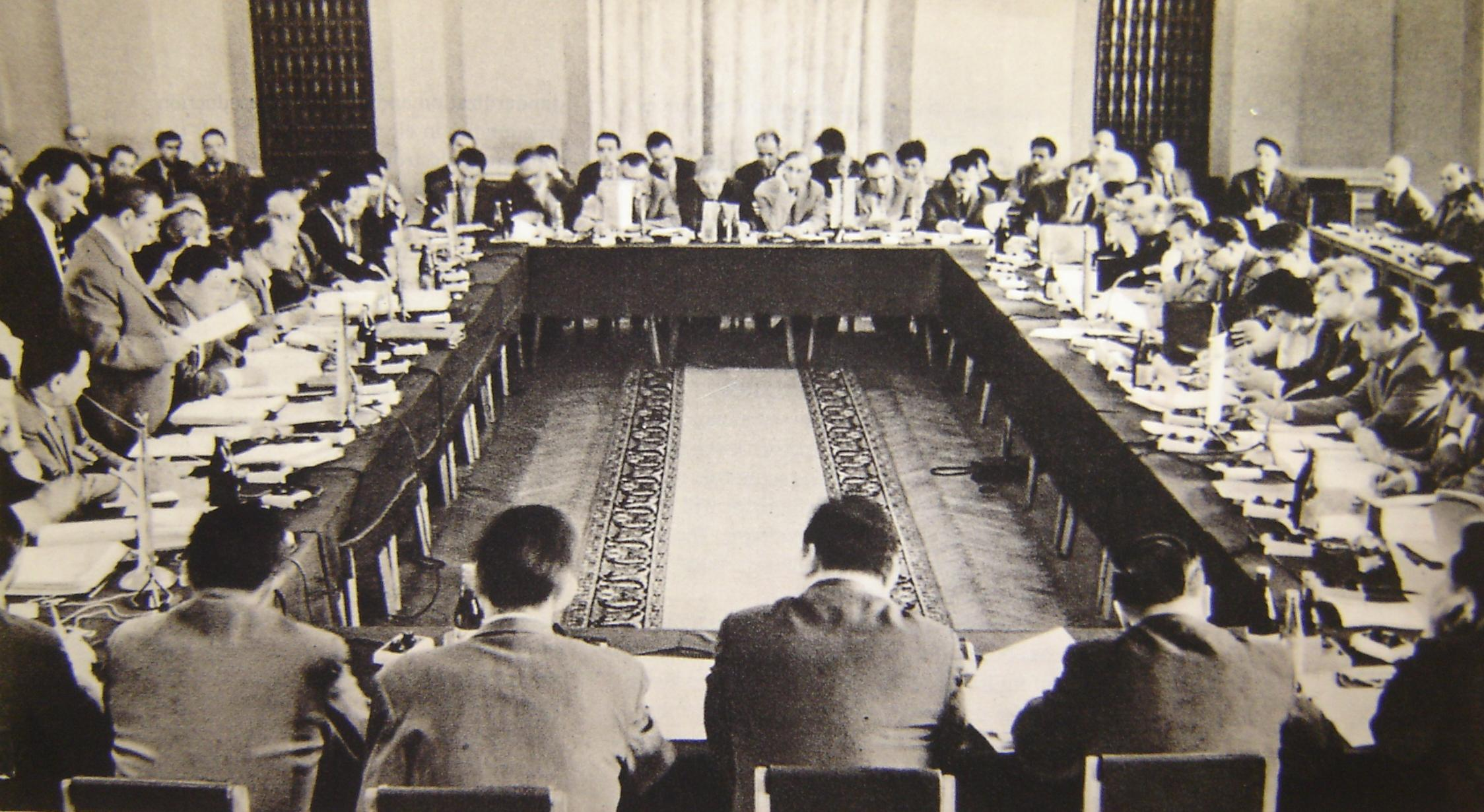
O comitê executivo do Comecon em sessão

Socialismo real, também conhecido como socialismo realmente existente ou socialismo desenvolvido, foi uma frase de efeito ideológica popularizada durante a era Brejnev nos países do Bloco Socialista e na União Soviética.
O termo se referia ao planejamento econômico do tipo soviético imposto pelos partidos comunistas no poder naquela época específica. A partir da década de 1960, países como Polônia, Alemanha Oriental, Hungria, Tchecoslováquia e Iugoslávia começaram a argumentar que suas políticas representavam o que era realisticamente viável, dado seu nível de produtividade, mesmo que não estivesse de acordo com o conceito marxista de socialismo.
O conceito de socialismo real aludia a um futuro sistema socialista altamente desenvolvido. As verdadeiras reivindicações partidárias do socialismo nomenclatório começaram a adquirir não apenas significados negativos, mas também sarcásticos. Em anos posteriores, e especialmente após a dissolução da União Soviética, o termo começou a ser lembrado apenas como uma coisa, isto é, como uma referência para o socialismo de estilo soviético.

## Definição
Após a Segunda Guerra Mundial, os termos "socialismo real" ou "socialismo realmente existente" tornaram-se gradualmente os eufemismos predominantes utilizados como autodescrição dos sistemas políticos e econômicos dos Estados do Bloco de Leste e seus modelos de sociedade. De jure muitas vezes referidos como "repúblicas populares (democráticas)", esses Estados eram governados por um único partido marxista-leninista de alinhamento soviético, alguns dos quais eram governados autocraticamente e tinham adaptado uma forma de economia planejada e propagado o socialismo e/ou comunismo como sua ideologia. O termo "socialismo real (-mente existente)" foi introduzido para explicar a lacuna óbvia entre a estrutura ideológica propagada e a realidade política e econômica enfrentada pelas sociedades desses Estados.

## O papel da divisão sino-soviética
Outro aspecto do termo socialismo real continha elementos da ruptura sino-soviética e outros "desentendimentos", que na verdade eram abismos ideológicos entre a União Soviética e seus Estados satélites de um lado, e a República Popular da China e os seguidores de uma marca mais maoísta de ideologia comunista, do outro. Os soviéticos queriam impor a ideia de que sua versão de socialismo era "real" e os chineses e seus seguidores não, precisamente porque o movimento comunista de inspiração maoísta, que havia crescido tão rapidamente em todo o mundo como uma alternativa de "esquerda radical" às ideias soviéticas, tinha constantemente afirmado que a União Soviética não era mais socialista e tinha traído a revolução. Para contrariar esta afirmação do revisionismo marxista, os soviéticos desafiadoramente reivindicaram que seu socialismo era "socialismo real", implicando que outros modelos de socialismo eram irrealistas.

## Cultura popular soviética
O termo também foi usado em uma crítica irônica. A "realidade" do "socialismo real" foi usada contra ele. Em particular, o termo tornou-se alvo de inúmeras piadas políticas na União Soviética, sendo os seguintes exemplos típicos.
- "Você conhece a fronteira entre o socialismo real e o comunismo?" – “A fronteira corre ao longo do muro do Kremlin” [sugerindo que apenas os governantes da União Soviética vivem no brilhante futuro comunista prometido por Karl Marx].
- "O que é socialismo real?" - "É quando você ainda não pode obter tudo sem dinheiro, mas você já não pode comprar nada com seu dinheiro" [sugerindo as longas filas e a escassez frequente de bens de consumo nas lojas soviéticas].
- A Rádio Armênia foi questionada: "É possível construir um socialismo real na Armênia?" . A Rádio Armênia responde: "Sim, mas seria melhor fazê-lo na Geórgia".

## No Ocidente
O termo "socialismo realmente existente" foi frequentemente usado por comunistas ortodoxos no Ocidente para atacar seus oponentes externos (tipicamente trotskistas) ou seus críticos internos (tipicamente eurocomunistas). A conquista do socialismo "real" sendo usada como um contraponto às críticas desses grupos à repressão dentro dos "países socialistas".